# Groove
El groove és la "sensació", rítmicament expansiva, o el sentit de swing creat per la interacció de la música interpretada per la secció rítmica d'una banda (bateria, baix elèctric o contrabaix, guitarra i teclats). El groove és un factor important en els diferents subgèneres del jazz, i d'aquí a altres gèneres com salsa, funk, rock i soul. El terme sol utilitzar-se, també, per a descriure un tipus de música que incita al moviment o al ball. Els musicòlegs i altres acadèmics van començar a analitzar el concepte de groove en la dècada del 1990. S'ha afirmat que el groove és una "comprensió del patró rítmic", o un "sentiment", i "una sensació intuïtiva" d'un "cicle en moviment", que sorgeix a partir de "patrons rítmics acuradament disposats", que posen en moviment l'oient.

## Origen
La paraula groove, aplicada a la música, prové de l'expressió in the groove (literalment, 'en el solc'), frase apareguda en els anys 30, en plena expansió del swing, per a designar una forma de tocar amb estil ajustat, satisfactori i molt rítmic, que arriba contagiosament als espectadors. Les primeres aparicions públiques del terme estan en els títols d'un tema gravat per Wingy Manone el 1936 («In the groove»), i en un altre de Chick Webb, de 1939, anomenat «In the groove, at The Grove».

## Evolució de l'ús del terme
Per extensió, l'expressió groove es va aplicar a tot el que ho passava bé, el que anava sobre rodes. D'aquí va derivar l'adjectiu Groovy, amb el significat d''excel·lent', i que va ser utilitzat intensivament pel comentarista Slim Gallard en els seus articles durant els anys 40. A partir de l'aparició del funky en els anys 50, el concepte groove s'associa cada vegada més a una forma de tocar relacionada amb el blues i el gospel i, des de la meitat dels 60, amb els nous estils associats a aquells, el funk i el soul. En els anys 80 i 90, el concepte groove va acabar molt vinculat a l'acid jazz. Des dels anys 90, s'utilitza groove, també, per a anomenar el continu creat per una composició rítmica o un grup de cançons, amb la finalitat d'afavorir un ambient fluid i ininterromput de ball.

## Utilització en altres gèneres musicals
El groove està estretament associat amb intèrprets de funk com Clyde Stubblefield, bateria de James Brown, o Jabo Starks, així com amb la música soul. "En la dècada del 1950, quan funk i funkyes van començar a utilitzar-se, cada vegada més, com a adjectius en el context de la música soul, el seu significat va passar a redefinir un nou sentit, descrivint llavors un fort i distintiu groove. De manera similar a la música soul en la seva època, la principal idea darrere del funk era crear el groove més intens possible". Quan un bateria toca un groove "molt poderós i amb grans sensacions...", sol dir-se, de manera informal, que "està a la butxaca". Quan un bateria "manté aquesta sensació durant un llarg període, sense decaure, hom s'hi refereix com una butxaca profunda".
Un concepte similar a groove o swing és utilitzat per altres gèneres musicals afroamericans, com el hip-hop. El groove rítmic que els artistes de jazz anomenen swing és, de vegades, denominat en l'escena hip-hop com a flow. El flow és tan bàsic per al hip-hop com el concepte de swing per al jazz. De la mateixa manera que el concepte jazzístic de swing té a veure amb el fet que els intèrprets toquin deliberadament per darrere o davant del beat, el concepte de flow del hip-hop té a veure amb el fet d'alterar "les expectatives en relació al temps d'un mateix", del ritme i del pols, en definitiva". "El flow no tracta tant sobre què es diu, sinó sobre com ho diu un".
El house, sobretot la branca fundada a l'escola de Chicago, va acompanyar el desenvolupament de la música funk i dub, de les quals va prendre com a elements principals la interacció entre el baix i la percussió. Apartant altres gèneres més durs de la música electrònica, el house progressiu i la música dance abracen el groove pel fet que aquest té un gran potencial a la pista de ball, brindant a l'estil rítmiques més sensuals i profundes.
En diferents gèneres musicals com reggae, dancehall i dub, el terme crioll riddim és utilitzat per a descriure els patrons de ritme creats mitjançant bateries i/o línies de baix. En altres contextos musicals, un riddim podria ser entès com un groove o beat.
En la dècada del 1990, el terme groove es va utilitzar també per a descriure certs elements d'una forma de thrash metal anomenada groove metal. El màxim referent d'aquest gènere és el grup nord-americà Pantera.